# European Consortium for Political Research
L'European Consortium for Political Research (ECPR) è un'associazione accademica indipendente, che sostiene ed incoraggia la ricerca e la cooperazione transnazionale di diverse migliaia di accademici e ricercatori nell'ambito della scienza politica e delle discipline affini. 
L'affiliazione all'ECPR avviene per istituzioni piuttosto che individualmente. Costituita inizialmente da 8 membri (Bergen, Göteborg, Essex, Leida, Mannheim, Nuffield College (Oxford), Strathclyde e Parigi (FNSP)), oggi l'ECPR conta oltre 400 istituzioni in Europa, e membri associati nel mondo.

## Attività
- organizzazione di workshops, tavole rotonde, conferenze e summer school;
- pubblicazione di riviste, libri, articoli e newsletters;
- diffusione di informazioni per gli scienziati politici attraverso il suo sito web, bollettini elettronici e database di ricerca on-line;
- promozione dell'insegnamento e della materia in generale attraverso la rivista specializzata European Political Science (EPS), l'ECPR Graduate Network e varie summer schools.

L'ECPR ha stretti contatti con organizzazioni simili, come l'American Political Science Association (APSA), le associazioni europee nazionali e l'International Political Science Association (IPSA).